# كوخ رستم (بشت أربابا)
کوخ رستم (بالفارسية: کوخ رستم) هي قرية تقع في إيران في قسم بشت أربابا الريفي.